# اچ‌ام‌اس انرپرایز (۱۷۴۳)
اچ‌ام‌اس انرپرایز (۱۷۴۳) (به انگلیسی: HMS Enterprize (1743)) یک کشتی بود.